# گابریل داویود
گابریل داویود (انگلیسی: Gabriel Davioud؛ ۳۰ اکتبر ۱۸۲۳ – ۶ آوریل ۱۸۸۱) معمار اهل فرانسه بود.

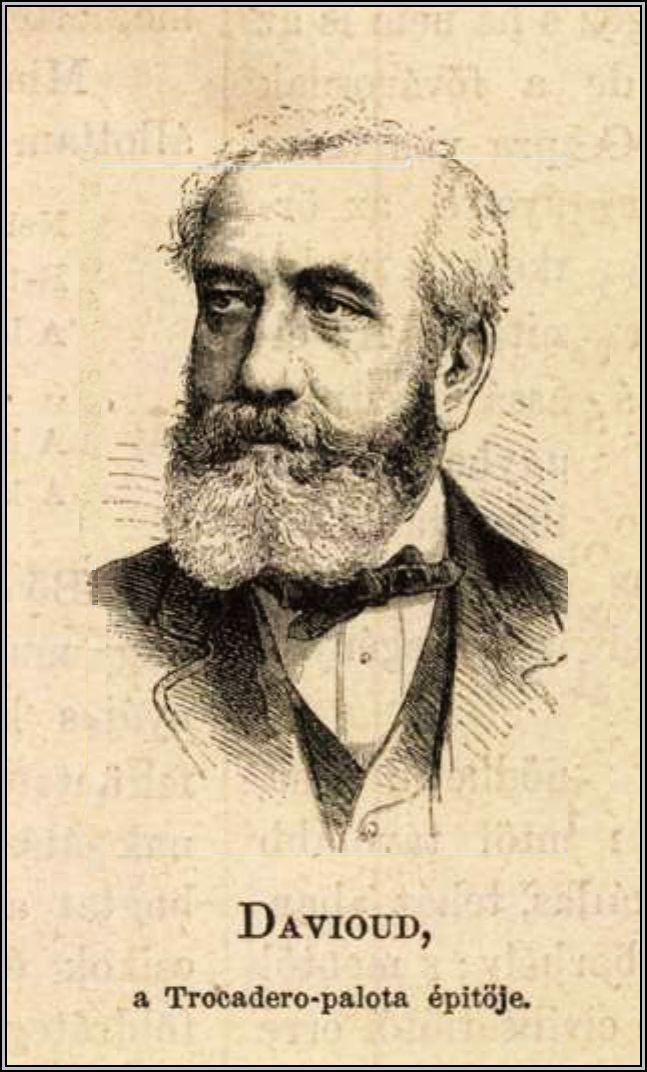
نقاشی داویود

وی همچنین برندهٔ جوایزی همچون جایزه بزرگ رم شده‌است.
گابریل در ۶ آوریل ۱۸۸۱ درگذشت و مقبره وی در گورستان مون‌پارناس، پاریس است.